# Indlovukazi
Indlovukazi o ndlovukati es el título dado a las madres de los reyes de Suazilandia. El término significa literalmente «gran elefanta» y viene a equivaler al título de «reina madre». La indlovukazi es la jefa del Estado y la líder espiritual del país.
En todo momento que haya rey e indlovukazi, existirán dos capitales de la nación; una de ellas, en donde resida el rey, será la capital administrativa, y en donde resida la indlovukazi, será la capital nacional y la capital espiritual y ceremonial. 